# Назаренко Дмитро Ілларіонович
Дмитро Іларіонович Назаренко (1861, с. Біловодськ Старобільського повіту Харківської губернії -?) — Депутат Державної думи Російської імперії I скликання від Харківської губернії.

## Біографія
Родом з селян села Біловодськ Старобільського повіту Харківської губернії. Закінчив 2-класне міністерське училище, а потім вчительську семінарію. Після проходження військової служби вийшов у запас у званні полкового писаря. Служив на Кавказі в Боржомському маєтку великого князя Михайла Миколайовича робочим, де вивчився лісовій справі. Пізніше там ж завідував лісництвами, служив керуючим маєтку. Потім вивчав бухгалтерію та керував лісовими промислами. 9 років працював конторником у фірмі «Спадкоємець І. Л. Серебрякова», до травня 1905 року керуючий лісовою експлуатацією Сванетських лісів.
Після Маніфесту 17 жовтня 1905 року повернувся на батьківщину в Харківську губернію, займався торгівлею і землеробством. У 1905 році за революційну агітацію в Старобільському повіті арештований та поміщений у в'язницю. Співчував соціалістичним ідеям, але не схвалював тактики та практичну діяльность соціалістів [2], відмовився вступати у Всеросійський Селянський союз. Йому належить фраза, яка стала крилатою: «Там, де закінчуються вимоги партії» Народної волі «, починаються мої».
Старобільський повітовий справник повідомляв про «загрозливі заворушеннями настрої слободи Біловодська». Назаренко разом з членом РСДРП студентом Феодосійського учительського інституту Г. П. Логвіновим закликали бідняків захоплювати казенні землі. Під впливом революційної агітації біловодські селяни навесні 1906-го захопили частину казенних земель, самовільно скосили сіно на поміщицьких землях. Але ці стихійні виступи скоро були придушені, а захоплені селянами землі повернуто казні. Були заарештовані та засуджені Г. П. Логвінов, А. П. Нікітенко та І. У. Гусарєв.
26 березня 1906 року обраний до Державної думи I скликання від з'їзду вповноважених з волостей. Він був обраний за списками партії кадетів. Напередодні відкриття Державної думи заявив, що «без рівноправності та свободи землі селянам не одержати». Входив в Трудову групу. Член комісії з складання адреси, комісії з перевірки прав членів Думи та складанню наказів, розпорядчої комісії. Підписав законопроєкт «Про громадянську рівність» та заяву 10 членів Державної думи про збільшення числа членів комісії представниками від Сибіру. Виступав у дебатах під час обговорення відповідної адреси та з аграрного питання.
10 липня 1906 року у м. Виборзі підписав «Виборзьку відозву» та був засуджений за ст. 129, ч. 1, п. п. 51 із Кримінального Уложення, засуджений до 3 місяців в'язниці та позбавлений права бути обраним до Думи. Член Тимчасового комітету Трудової групи.
Після розпуску Думи відсторонений від посади, потім заарештований.
Подальша доля Д. І. Назаренка невідома.
Відома ще одна крилата фраза Назаренка, сказана ним незабаром після відкриття думи, на яку посилається Л. М. Толстой у своєму щоденнику від 1 травня 1906: «Якщо <…> знайдеться Пілат, здатний розігнати Думу, в Росії настануть події, яких не бачив ще світ».